# سن لویس د لا پاز
سن لویس د لا پاز (به اسپانیایی: San Luis de la Paz) از شهرهای کشور مکزیک است که در ایالت گوآناخوآتو قرار دارد و جمعیت آن طبق سرشماری سال ۲۰۱۰ میلادی ۴۹٬۹۱۴ نفر بوده است.